# アルピニスタ
アルピニスタ（Alpinista、2017年2月16日 - ）は、イギリスで生産・調教されていた競走馬である。
主な勝ち鞍は2021年ベルリン大賞、オイロパ賞、バイエルン大賞、2022年サンクルー大賞、ヨークシャーオークス、凱旋門賞。

## 戦績

### 2歳（2019年）
7月18日エプソム競馬場の未勝利戦（芝7ハロン）でデビューし初勝利を挙げる。その後、重賞初挑戦となった8月のプレステージステークス（G3）は6着、9月のオマール賞（G3）は4着に終わり2歳シーズンを終える。

### 3歳（2020年）
7月20日ヴィシー競馬場のマダムジャンクチュリエ賞（L）で復帰し4着。8月13日のアップアボンフィリーズステークス（L）を制して2勝目をマークすると、連闘で挑んだヨークシャーオークスでは後方から追い上げてラヴの2着。続くプリンセスロイヤルステークス（G3）でも2着となり、3歳シーズンを終えた。

### 4歳（2021年）
4月30日のデイジーウォリックステークス（L）で復帰し勝利を収める。6月4日のコロネーションカップは出走取消となるも、仕切り直しで7月3日のランカシャーオークス（G2）に出走。道中2・3番手追走から直線で外から抜け出して快勝し、重賞初制覇を挙げる。8月8日のベルリン大賞では1番人気トルカータータッソをマークする好位追走から4コーナーで捲り気味に仕掛けると直線半ばで先頭に立ち、押し切ってG1初制覇を飾る。9月26日のオイロパ賞は3・4番手で待機すると、最後の直線で大逃げを打ったネリウムをかわして先頭に立ち後続に1馬身1/4差をつけG1競走2連勝となる。11月7日のバイエルン大賞では道中2番手追走から直線で先頭に躍り出ると、内で食い下がるメンドシノに3/4馬身差つけG1競走3連勝を達成した。また翌2022年も現役を続行し、凱旋門賞を目標とする意向が示された。

### 5歳（2022年）
5歳シーズンはコロネーションカップで戦線復帰の予定だったが回避してサンクルー大賞から始動。1番人気は前年の凱旋門賞3着馬ハリケーンレーンで、本馬は4番人気に留まった。レースでは後方3番手に控えて、直線で先行勢の外から末脚を披露して1馬身1/4差で勝利した。
次走、ヨークシャーオークスでは、3番手好位の追走から、直線で英オークス馬チューズデーとの叩き合いの末に優勝。G1・5連勝を含む7連勝とした。
10月2日に開催された凱旋門賞では、PMU・JRAオッズ共に1番人気で出走。終始好位に付け、直線馬なりで、逃げたタイトルホルダーを馬なりで交わすと残り300mから追い始めた。C.スミヨン騎乗のヴァデニに1/2馬身差をつけて勝利し、G1・6連勝とした。牝馬の凱旋門賞優勝は2018年エネイブル以来、5歳牝馬としては1937年のコリーダ以来、85年ぶりの快挙となった。
その後、2022年シーズンを持って現役を引退することが決まり、当初は11月27日に東京競馬場で行われるジャパンカップに参戦し、それが引退レースになるのではないかとするイギリスの競馬関連のウェブサイト・At the racesが報じた。仮に参戦が決まり、そこで1着となれば、ジャパンカップの優勝賞金4億円（2021年比1億円増）に加え、凱旋門賞との二冠制覇の場合、300万ドルの特別賞が用意され、そうなった場合推定8億4400万円を手にできるのではないかといわれていた。11月17日にイギリスを出発し、フランクフルト経由で19日に日本に到着する予定が組まれていたが、調教中に軽い怪我を負ったため、11月10日に前倒しで引退を発表。凱旋門賞が最後のレースとなり、繁殖入りすることになった。

## 競走成績
以下の内容は、JRA-VAN Ver.World、Racing Post、BHAの情報に基づく。
| 競走日     | 競馬場           | 競走名                   | 格 | 距離（馬場）  | 頭数 | 枠番 | 馬番 | 着順 | タイム   | 着差      | 騎手       | 斤量 | 1着馬（2着馬）       |
| ---------- | ---------------- | ------------------------ | -- | ------------- | ---- | ---- | ---- | ---- | -------- | --------- | ---------- | ---- | -------------------- |
| 2019.07.18 | エプソム         | 未勝利戦                 |    | 芝1400m（良） | 6    | 4    | 4    | 01着 | 01:24.64 | 2馬身 1/2 | L.モリス   | 9-0  | （Bermuda Schwartz） |
| 0000.08.24 | グッドウッド     | プレステージS            | G3 | 芝1400m（良） | 7    | 8    | 1    | 06着 | 01:27.46 | 5馬身 3/4 | A.カービー | 9-0  | Boomer               |
| 0000.09.08 | パリロンシャン   | オマール賞               | G3 | 芝1600m（稍） | 7    | 5    | 6    | 04着 | -        | 1馬身     | L.モリス   | 9-0  | Savarin              |
| 2020.07.20 | ヴィシー         | マダムジャンクチュリエ賞 | L  | 芝2000m（稍） | 12   | 1    | 10   | 04着 | -        | 3/4馬身   | J.エイケム | 8-13 | Tickle Me Green      |
| 0000.08.13 | ソールズベリー   | アップアボンフィリーズS  | L  | 芝1980m（良） | 8    | 11   | 5    | 01着 | 02:04.70 | 3馬身 1/4 | R.テイト   | 8-8  | （Award Scheme）     |
| 0000.08.20 | ヨーク           | ヨークシャーオークス     | G1 | 芝2370m（良） | 6    | 5    | 2    | 02着 | 02:32.27 | 5馬身     | R.テイト   | 8-12 | Love                 |
| 0000.09.25 | ニューマーケット | プリンセスロイヤルS      | G3 | 芝2400m（良） | 4    | 2    | 3    | 02着 | 02:27.66 | 1/2馬身   | R.テイト   | 8-10 | Antonia De Vega      |
| 2021.04.30 | グッドウッド     | デイジーウォリックS      | L  | 芝2400m（良） | 2    | 3    | 1    | 01着 | 02:39.27 | 短アタマ  | L.モリス   | 9-0  | （Makawee）          |
| 0000.06.04 | エプソム         | コロネーションC          | G1 | 芝2410m（稍） | 6    | 4    | 7    | 取消 | -        | -         | L.モリス   |      | Pyledriver           |
| 0000.07.03 | ヘイドック       | ランカシャーオークス     | G2 | 芝2360m（重） | 9    | 3    | 1    | 01着 | 02:37.34 | 1馬身 1/4 | L.モリス   | 9-5  | （Lady Hayes）       |
| 0000.08.08 | ホッペガルテン   | ベルリン大賞             | G1 | 芝2400m（良） | 8    | 5    | 5    | 01着 | 02:29.48 | 2馬身 3/4 | L.モリス   | 9-3  | （Torquator Tasso）  |
| 0000.09.26 | ケルン           | オイロパ賞               | G1 | 芝2400m（良） | 8    | 6    | 3    | 01着 | 02:29.96 | 1馬身 1/4 | L.モリス   | 9-3  | （Nerium）           |
| 0000.11.07 | ミュンヘン       | バイエルン大賞           | G1 | 芝2400m（稍） | 6    | 5    | 2    | 01着 | 02:38.53 | 3/4馬身   | L.モリス   | 9-3  | （Mendocino）        |
| 2022.07.03 | サンクルー       | サンクルー大賞           | G1 | 芝2400m（稍） | 9    | 7    | 9    | 01着 | 02:26.15 | 1馬身1/4  | L.モリス   | 8-13 | （Baratti）          |
| 0000.08.18 | ヨーク           | ヨークシャーオークス     | G1 | 芝2370m（良） | 7    | 5    | 1    | 01着 | 02:29.91 | 1馬身     | L.モリス   | 9-9  | （Tuesday）          |
| 0000.10.02 | パリロンシャン   | 凱旋門賞                 | G1 | 芝2400m（重） | 20   | 6    | 14   | 01着 | 02:35.71 | 1/2馬身   | L.モリス   | 9-2  | （Vadeni）           |

## 繁殖成績
競走馬引退後は生まれ故郷のKirsten Rausing牧場で繁殖入りし、初年度となった2023年はドバウィと交配された。
2024年に初仔となる牝馬を出産した。
|   | 誕生年 | 馬名 | 毛色 | 父               | 性 | 厩舎 | 馬主 | 戦績 | 出典   |
| - | ------ | ---- | ---- | ---------------- | -- | ---- | ---- | ---- | ------ |
| 1 | 2024年 |      |      | ドバウィ         | 牝 |      |      |      |        |
| 2 | 2025年 |      |      | スタディオブマン | 牡 |      |      |      | [ 24 ] |

## 血統表
| アルピニスタの血統   | アルピニスタの血統                                                   | アルピニスタの血統                                                   | （血統表の出典）                                                     | （血統表の出典） |
| 父系                 | サドラーズウェルズ系                                                 | サドラーズウェルズ系                                                 | サドラーズウェルズ系                                                 |                  |
| 父 Frankel 2008 鹿毛 | 父の父Galileo 1998 鹿毛                                              | Sadler's Wells                                                       | Northern Dancer                                                      | Northern Dancer  |
| 父 Frankel 2008 鹿毛 | 父の父Galileo 1998 鹿毛                                              | Sadler's Wells                                                       | Fairy Bridge                                                         |                  |
| 父 Frankel 2008 鹿毛 | 父の父Galileo 1998 鹿毛                                              | Urban Sea                                                            | Miswaki                                                              | Miswaki          |
| 父 Frankel 2008 鹿毛 | 父の父Galileo 1998 鹿毛                                              | Urban Sea                                                            | Allegretta                                                           |                  |
| 父 Frankel 2008 鹿毛 | 父の母Kind 2001 鹿毛                                                 | *デインヒル                                                          | Danzig                                                               | Danzig           |
| 父 Frankel 2008 鹿毛 | 父の母Kind 2001 鹿毛                                                 | *デインヒル                                                          | Razyana                                                              |                  |
| 父 Frankel 2008 鹿毛 | 父の母Kind 2001 鹿毛                                                 | Rainbow Lake                                                         | Rainbow Quest                                                        | Rainbow Quest    |
| 父 Frankel 2008 鹿毛 | 父の母Kind 2001 鹿毛                                                 | Rainbow Lake                                                         | Rockfest                                                             |                  |
| 母 Alwilda 2010 芦毛 | 母の父Hernando 1990 鹿毛                                             | Niniski                                                              | Nijinsky                                                             | Nijinsky         |
| 母 Alwilda 2010 芦毛 | 母の父Hernando 1990 鹿毛                                             | Niniski                                                              | Virginia Hills                                                       |                  |
| 母 Alwilda 2010 芦毛 | 母の父Hernando 1990 鹿毛                                             | Whakilyric                                                           | Miswaki                                                              | Miswaki          |
| 母 Alwilda 2010 芦毛 | 母の父Hernando 1990 鹿毛                                             | Whakilyric                                                           | *リリズム                                                            |                  |
| 母 Alwilda 2010 芦毛 | 母の母Albanova 1999 芦毛                                             | Alzao                                                                | Lyphard                                                              | Lyphard          |
| 母 Alwilda 2010 芦毛 | 母の母Albanova 1999 芦毛                                             | Alzao                                                                | Lady Rebecca                                                         |                  |
| 母 Alwilda 2010 芦毛 | 母の母Albanova 1999 芦毛                                             | Alouette                                                             | Darshaan                                                             | Darshaan         |
| 母 Alwilda 2010 芦毛 | 母の母Albanova 1999 芦毛                                             | Alouette                                                             | Alruccaba                                                            |                  |
| 母系(F-No.)          | (FN:9-c)                                                             | (FN:9-c)                                                             | (FN:9-c)                                                             | [ § 2 ]          |
| 5代内の近親交配      | Northern Dancer 4×5×5×5=15.6%、Miswaki 4×4＝12.5%、Lyphard 4×5=9.38% | Northern Dancer 4×5×5×5=15.6%、Miswaki 4×4＝12.5%、Lyphard 4×5=9.38% | Northern Dancer 4×5×5×5=15.6%、Miswaki 4×4＝12.5%、Lyphard 4×5=9.38% | [ § 3 ]          |
| 出典                 | 1. 2. 3.                                                             | 1. 2. 3.                                                             | 1. 2. 3.                                                             | 1. 2. 3.         |

- 祖母Albanovaは2004年のオイロパ賞、ドイツ賞、ラインラントポカル優勝馬。
- 6代母Nucciolinaを祖とする牝系からは多数の活躍馬が出ており、ワールドクリーク（東京大賞典）、スマートファルコン（JBCクラシック、東京大賞典など重賞19勝）、アラムシャー（愛ダービー、KGVI&QEDS）などがいる。さらに牝系を遡ると、名牝ムムタズマハルにたどり着く。